# Hester Knibbe
Hester Knibbe (Harderwijk, 6 de enero de 1946) es una poetisa neerlandesa.
En 1982, Knibbe publicó su primera colección de poesía Tussen gebaren en woorden. Su poesía ha sido incluida en varias revistas literarias y antologías. Su colección Een hemd van vlees de 1994 estuvo nominada para el Premio VSB. En el 2000, a su libro Antidood de 1999 se le otorgó el Premio Herman Gorter. En 2001,  recibió el Premio Anna Blaman y en el 2009, el Premio A. Roland Holst. Por la colección Archaïsch de dieren del año 2014 recibió el Premio de Poesía VSB. Knibbe ejerció como el «poeta laureado» de la ciudad de  Rótterdam.

## Obras
Selección de obras.
- Meisje in badpak (1992)
- Verstoorde grond  (2002)
- De buigzaamheid van steen  (2005)
- Bedrieglijke dagen  (2008)
- Hungerpots, poesía (2015), traducción inglesa por Jacquelyn Papa